# Museo Parque la Ferreria
El Museo Parque La Ferrería es el segundo Parque Siderúrgico más antiguo en Colombia y pionero en Latinoamérica en producir rieles. Está ubicado en la Sabana de Occidente, en La Inspección de La Pradera, perteneciente al Municipio de Subachoque, Cundinamarca. Su construcción fue llevada a cabo hace más de 160 años y ha sido considerada patrimonio nacional, donde se pueden encontrar las antiguas instalaciones del alto horno, los túneles de conducción del aire, las chimeneas y hornos de coque siderúrgico donde se transformaba el mineral hierro en metal.
Su construcción tuvo dos etapas; la primera fue patrocinada con capital Alemán, pero la planta cerró porque los obreros tenían que pelear en la Guerra de los Mil Días. En la segunda etapa, su principal cliente fue la empresa de Ferrocarriles Nacionales, pero se cree que la importación de vehículos de la época, la llevó a la quiebra. En el 2008 se hizo un trabajo para restaurar y mantener los túneles que están conectados entre sí, por ende, el lugar puede ser visitado los sábados y domingos desde las 08:00 a. m. hasta las 4:00 p. m., con lo cual se busca plantear un atractivo turístico para los visitantes del país y aledaños. Este es un lugar histórico recuperado de las ruinas, ahora es un museo con visitas guiadas los fines de semana, y cuenta la historia de las primeras fundiciones de acero que se realizaron en Colombia.

## Historia

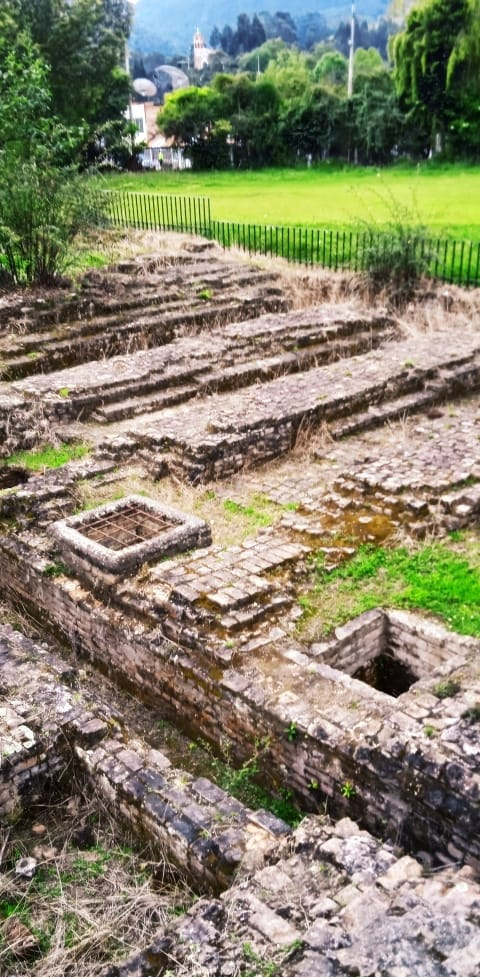

En La Inspección de La Pradera del Municipio de Subachoque, se encuentra la segunda Ferrería construida en Colombia, hace más de 160 años, esta se construyó en dos etapas. Primero fue construida con el patrocinio de capital Alemán, pero después tuvo que cerrar por un tiempo,  ya que los obreros tuvieron que ser partícipes y combatir en el conflicto civil de la Guerra de los Mil Días. Después de eso, fue patrocinada por la empresa de Ferrocarriles Nacionales, hasta que quebró y tuvo que cerrarse. La Ferrería es un antiguo complejo industrial siderúrgico, fue la primera en Latinoamérica en hacer diferentes estructuras para construcciones. Allí se hicieron los primeros rieles de Bogotá a Boyacá y de Bogotá a Girardot, las columnas del Teatro Colón, diferentes tipos de armas, e incluso varios utensilios de cocina.

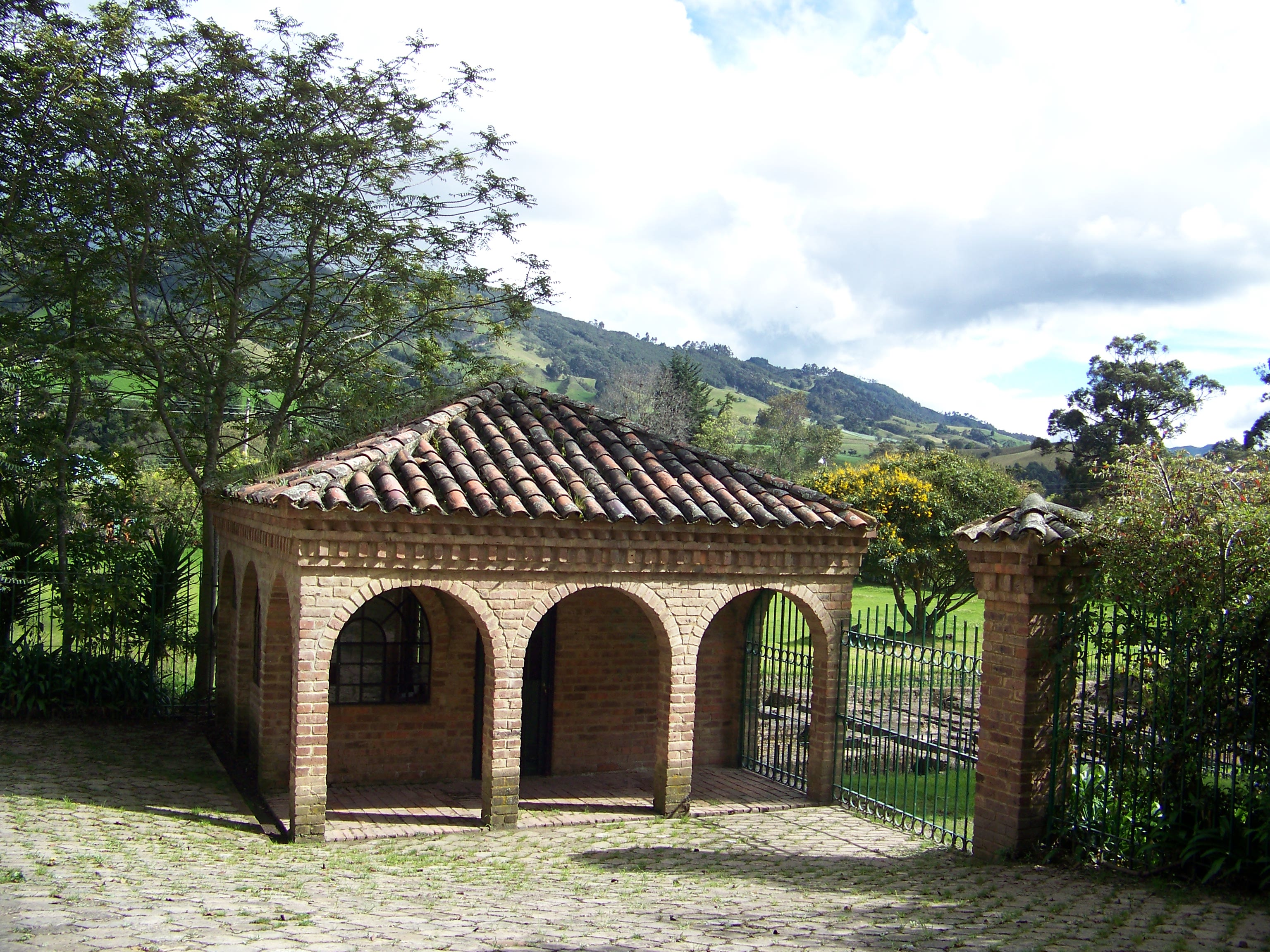
Entrada Museo Parque La Ferrería